# Dielový potok (přítok Chlebnického potoka)
Dielový potok je potok na dolní Oravě, ve východní části okresu Dolný Kubín. Jde o levostranný přítok Chlebnického potoka, měří 3,8 km a je tokem V. řádu.

## Pramen
Pramení v Skorušinských vrších, v podcelku Kopec na severozápadním svahu vrchu Diel (1 051,4 m n. m.) v nadmořské výšce cca 950 m n. m..

## Popis toku
Od pramene teče zprvu severozápadním směrem, přičemž vtéká do Oravské vrchoviny, stáčí se a teče směrem na sever. Na středním toku přibírá nejprve tři krátké přítoky zprava, nejprve jeden z oblasti Smejsové, následně další dva z lokality Kubizňová. Na východním úpatí Kraviarské (770,1 m n. m.) přibírá ještě pravostranný přítok z oblasti Dielu a stáčí se směrem na severoseverovýchod. Před ústím uhýbá opět na sever, protéká okrajem obce Chlebnice, kde se východně od jejího centra vlévá v nadmořské výšce přibližně 601 m n. m. do Chlebnického potoka.

## Jiné názvy
- Diel
- nářečně: Ďiel